# Just the Two of Us
"Just the Two of Us" é o quarto single do álbum de estreia de Will Smith, Big Willie Style. A música foi inspirado na canção de Bill Withers e Grover Washington, canção de amor com o mesmo título. Amostras versão de Smith e incorpora letras do original. Em vez de amor entre um casal, "Just the Two of Us" centra-se na relação entre pai e filho.
Smith escreveu originalmente um livro infantil com o mesmo título e letra. Para o seu álbum, ele executou-lo em forma de rap. Instrumentação foi fornecida por "sauce" do grupo de R&B  "Somethin' for the People". A canção foi parodiada por Dr. Evil no filme de 1999 Austin Powers: O Espião Irresistível.

## Lista de faixas
| Descarga digital E.P |                                                                  |         |  |
| N.º                  | Título                                                           | Duração |  |
| 1.                   | "Just the Two of Us" (edição de radio)                           | 4:15    |  |
| 2.                   | "Just the Two of Us" (Rodney Jerkins Remix) (com Brian Mcknight) | 4:14    |  |
| 3.                   | "Just the Two of Us" (Versão hispânica) (com DLG)                | 4:10    |  |
| 4.                   | "Just the Two of Us" (Versão coreana) (com Turbo)                | 5:06    |  |

## Vídeo da musica
O vídeo da música, dirigido por Bob Giraldi, começa com Smith brincando com seu filho, Trey. Antes de a música começa, Trey diz: "Ora, pai, esse é um assunto muito sensível." O restante do vídeo mostra clips de pais com seus filhos, incluindo Smith brincando com seu filho, e outros pais de celebridades, incluindo Babyface, Nas, James Lassiter, Damon Wayans, Magic Johnson, e Muhammad Ali. O vídeo também apresenta a esposa de Smith Jada grávida do primeiro filho do casal, Jaden, e também apresenta o pai de Smith, irmão mais novo, e duas irmãs.

## Desempenho nas paradas
| Paradas (1998)                               | Melhor posição |
| -------------------------------------------- | -------------- |
| Estados Unidos (Billboard Hot 100)           | 20             |
| Estados Unidos (Billboard Mainstream Top 40) | 6              |
| Estados Unidos (Billboard Hot 100 Airplay)   | 6              |
| Estados Unidos (Billboard Hot Rap Songs)     | 1              |
| Estados Unidos (Billboard R&B/Hip-Hop Songs) | 17             |
| Estados Unidos (Billboard Rhythmic)          | 2              |
| Reino Unido (UK Singles Chart)               | 2              |

## Versão de Gabriel o Pensador
Em 2013 o rapper brasileiro Gabriel o Pensador lançou uma versão da canção, juntamente com o próprio Will Smith. essa versão foi divulgada oficialmente no dia 20 de agosto de 2013, no canal do brasileiro no Youtube.

### Criação
A versão em português, usa amostras musicais da versão criada pelo Will, alem de novos trechos criados por Gabriel. Os artistas não se encontraram para fazer a gravação da faixa, porem, mantiveram contato, via internet.